# جمعه سیزدهم: فصل نهایی
جمعه سیزدهم: فصل نهایی (انگلیسی: Friday the 13th: The Final Chapter) فیلمی در ژانر ترسناک به کارگردانی جوزف زیتو است که در سال ۱۹۸۴ منتشر شد.

## بازیگران
- کیمبرلی بک
- اریش اندرسون
- کوری فلدمن
- پیتر بارتون
- کریسپین گلاور
- تد وایت
- جودی ارنسون
- بروس مالر
- لارنس مونوسن